# Sly Stone
Sylvester Stewart (født 15. marts 1943 i Denton, Texas, død 9. juni 2025 i Los Angeles, Californien), bedre kendt som Sly Stone, var en amerikansk musiker, sangskriver og pladeproducer, der var mest kendt for sin rolle som frontfigur i Sly and the Family Stone, der havde væsentlig betydning for udviklingen af funk-genren ved at kombinere genren med rock, soul, psykedelisk musik og gospel i 1960'erne og 1970'erne. AllMusic skrev, at "James Brown kan meget vel have opfundet funk, men Sly Stone perfektionerede den," og krediterede ham for at "skabe en række af euforiske, men også politisk prægede plader, der havde en markant indflydelse på kunstnere fra alle musikalske og kulturelle miljøer."
Stone stammede fra Texas, men voksede op i San Francisco Bay Area. Fra en tidlig alder mestrede han flere instrumenter og optrådte som barn med gospelmusik sammen med sine søskende (og kommende orkestemedlemmer) Freddie og Rose. I midten af 1960'erne arbejdede han både som pladeproducer på Autumn Records og som discjockey på en lokal radiostation. I 1966 besluttede han sammen med sin bror Freddie at slå deres respektive orkestre sammen til gruppen Sly and the Family Stone, der både omfavnede flere racer og begge køn. Gruppen fik derpå en række hits som "Dance to the Music" (1968), "Everyday People" (1968), "Thank You (Falettinme Be Mice Elf Agin)" (1969), "I Want to Take You Higher" (1969), "Family Affair" (1971) og "If You Want Me to Stay" (1973) samt albummerne Stand! (1969), There's a Riot Goin' On (1971) og Fresh (1973).
I midten af 1970'erne udviklede Stone et stofmisbrug og udviste utilregnelig adfærd, hvilket medførte, at gruppen blev opløst. Han indspillede derpå en række album, men opnåede ikke stor succes med dem. Han turnerede med kunstnere som Parliament-Funkadelic, Bobby Womack og Jesse Johnson. I 1993 blev han optaget i Rock and Roll Hall of Fame sammen med resten af sin gamle gruppe. I 2006 blev der afholdt en hyldest til Sly and the Family Stone ved Grammy Awards, og her optrådte han live, for første gang siden 1987. I 2023 udgav han selvbiografien Thank You (Falettinme Be Mice Agin).